# Spermogramme
 Mise en garde médicale
Un spermogramme est un examen médical au cours duquel sont analysées les différentes caractéristiques du sperme, généralement dans le cadre d'un bilan d'infertilité d'un couple et dans le suivi de la contraception masculine thermique.
Il ne faut pas le confondre avec le spermocytogramme qui est un examen médical au cours duquel on analyse les différentes anomalies possibles des spermatozoïdes d'un homme.

## Méthode et protocole
L'examen vise à quantifier les spermatozoïdes normaux et anormaux, étudier leur mouvement et leur morphologie, ainsi que doser différentes substances que le sperme doit normalement contenir. La méthode de David a été présentée en 1972 aux spécialistes puis publiée en 1975 puis adoptée par de nombreux laboratoires. Elle classe les anomalies en 13 catégories, avec un protocole de classification à entrées multiples pouvant décrire plusieurs anomalies pour un même spermatozoïde.
La méthode de David a été complétée au début des années 1990 par deux catégories d'anomalies (les "têtes irrégulières" sont mieux décrites), en 2 sous-catégories correspondant aux atypies de la région acrosomique et de la région post-acrosomique (forme, contour, texture).

### Conditions
Le spermogramme doit répondre à plusieurs précautions pour que son analyse ne soit pas biaisée. Il doit tout d'abord se faire après une période d'abstinence sexuelle de trois à cinq jours (défini par l'OMS), au-delà de l'abstinence la période ne doit comprendre aucune éjaculation afin d'éviter un moindre volume de sperme et une moindre densité de spermatozoïdes,, durant ce laps de temps il est recommandé d'éviter les bains chauds. La seconde précaution est une réduction du délai entre le recueil et l'analyse, pour cela le recueil de sperme du sujet se fait généralement directement au laboratoire, où il se masturbe dans une pièce prévue à cet effet, après s'être soigneusement lavé les mains et le pénis. L'analyse doit être réalisée idéalement dans l'heure. La troisième précaution est que le sujet ne doit pas être atteint d'une maladie infectieuse.
Le spermogramme se réalise souvent avec un spermocytogramme ainsi qu'un test post-coïtal (TPC) ou test de Hühner. Le spermogramme est préféré en clinique, en effet le recueil par masturbation induit moins de biais qu'un recueil post-coïtal, les sécrétions vaginales pouvant venir altérer la qualité des spermatozoïdes qui seront alors perçus comme anormaux. Cependant il reste intéressant car il permet d'évaluer les réactions des spermatozoïdes au contact de la glaire vaginale, expliquant potentiellement une éventuelle infertilité du couple. Le test de Hühner et le spermogramme-spermocytogramme sont donc complémentaires.

Si ces deux examens ne rendent pas compte d'anomalies particulières, le corps médical peut considérer que l'infertilité du couple n'est pas d'origine masculine, et donc qu'il n'y a pas lieu d'aller plus loin dans l'investigation du sperme. La réalisation d'épreuves complémentaires est donc inutile s'il n'y a pas de cotations particulières. 

## Contenu du spermogramme-spermocytogramme

### Spermogramme
- Le volume de l'éjaculat ce qui permet de vérifier que les glandes annexes (prostate, vésicule séminale, etc.) ont une capacité de sécrétion normale
- Le pH, autre indicateur sur les sécrétions des glandes annexes (sécrétion acide de la prostate, et alcaline des vésicules séminales)
- La viscosité du sperme
- La quantité de spermatozoïdes (numération) par millilitre d'éjaculat
- La vitalité des spermatozoïdes : celle-ci est mesurée par la capacité des spermatozoïdes à rejeter le colorant qu'est l'éosine. Si le spermatozoïde est en vie, il va le rejeter. S'il est mort, la coloration rosée de l'éosine persistera.
- Dosage du zinc, du citrate (ou acide citrique) et des phosphatases acides produits par la prostate
- Dosage du fructose produit par la vésicule séminale
- Dosage de la L-carnitine et de l'alpha-glucosidase produites par l'épididyme
- La mobilité[7],[8] :
  - Mobilité de type a : mobilité fléchante (déplacement "en flèche') et rapide (vitesse >25 µm/s).
  - Mobilité de type b : mobilité lente (vitesse de 5-25 µm/s).
  - Mobilité de type c : mobilité sur place ou mobilité non-progressive.
  - Mobilité de type d : immobilité.

- Les cellules rondes[9]

Titre : Les examens du sperme dans l’exploration de la fertilité masculine
Auteurs : Geneviève GRIZARD, Clément JIMENEZ
Du : Service de Biologie du Développement et de la Reproduction, Centre Hospitalier Universitaire, Clermont-Ferrand, France
Lu le 30 mai 2016
Il s'agit de cellules épithéliales de l'urètre, de spermatocytes (cellules germinales immatures, voir Spermatogenèse) et de Leucocyte (Macrophage ou Lymphocyte). La présence de Polynucléaires (appartenant à la classe globale des leucocytes) peut être témoins d'un foyer infectieux, ils doivent alors être recherchés spécifiquement par des colorations spécifiques (le plus souvent ils sont détectés par révélation histochimique de la peroxydase)

### Spermocytogramme
- La morphologie des spermatozoïdes. Attention, les anomalies de morphologie n'ont pas de conséquences sur des malformations éventuelles du futur enfant, en revanche elles vont avoir un retentissement sur les probabilités de grossesses[10].

### Normes OMS 2010 (Organisation Mondiale de la Santé) et anomalies
| Paramètres                                                         | Normes                                                                            | Anomalies |
| ------------------------------------------------------------------ | --------------------------------------------------------------------------------- | --- |
| Volume                                                             | ≥ 1,5mL (1,4 - 1,7)                                                               | Si < 1,5 : Hypospermie Si > 6 : Hyperspermie Si absence d'éjaculat : Aspermie |
| pH                                                                 | = 7,2                                                                             | Si trop pH faible : hyper-acidité Si trop pH élevé : hyper-basicité |
| Concentration des spermatozoïdes                                   | > 15 millions/mL (12 - 16)                                                        | Si absence de spermatozoïdes dans l'éjaculat : Azoospermie Si <100.000 spermatozoïdes/mL: Cryptozoospermie Si < 15 millions/mL : Oligozoospermie Si > 200 millions/mL : Polyspermie |
| Numération des spermatozoïdes présents dans l'éjaculat             | > 39 millions (33 - 36)                                                           | Si absence de spermatozoïdes dans l'éjaculat : Azoospermie Si <100.000 spermatozoïdes/mL: Cryptozoospermie Si < 15 millions/mL : Oligozoospermie Si > 200 millions/mL : Polyspermie |
| Mobilité à la première heure après l'éjaculation                   | > 32 % (31 - 34) (a+b) (voir "ce que décrit le spermogramme")                     | Si < 32 % : Asthénospermie |
| Mobilité à la quatrième heure après l'éjaculation                  | Chute de mobilité inférieure à 50 % par rapport aux chiffres de la première heure | Chute de mobilité supérieure à 50 % par rapport aux chiffres de la première heure                                                                                                   |
| Vitalité                                                           | > 58 % (55 - 63)                                                                  | Si < 58 % : Nécrospermie |
| Morphologie                                                        | ≥ 4 % de spermatozoïdes normaux                                                   | Si ≤ 4 % de spermatozoïdes normaux : Tératospermie |
| Leucocytes : provenant des canaux déférents et des glandes annexes | < 1 million/m                                                                     | > 1 million/mL : Leucospermie |
| Sang                                                               | Absence                                                                           | Hémospermie |
| Pus                                                                | Absence                                                                           | Pyospermie |

Il faut être prudent avec la concentration des spermatozoïdes, il serait préférable de se rapporter à la numération des spermatozoïdes par éjaculat. En effet si le patient présente une concentration inférieure à 15 millions par mL, mais qu'il présente également une hyperspermie la quantité de spermatozoïdes finalement éjaculés sera normale. On préfère donc parler en clinique de nombre de spermatozoïdes par éjaculat.

## Conclusion
Le spermogramme et le spermocytogramme sont des examens de première intention dans l’évaluation de la fertilité masculine. Si : une insuffisance spermatique est constatée, une anéjaculation ou une hypospermie, une stérilité du couple prolongée face à des résultats du spermogramme physiologiques, des échecs répétés de fécondation in vitro..., des examens complémentaires peuvent être envisagés dans le but d'apprécier les différentes fonction spermatique.
Il faut rester prudent devant un spermogramme, le médecin dispose uniquement de critères numériques qui ne reflètent pas la capacité de fécondation, de plus de multiples variations inter-individuelles sont observées. Pour assurer un examen fiable il faut réaliser minimum deux spermogrammes-spermocytogrammes espacé d'une durée de 74 jours (durée complète d'une Spermatogenèse) afin de pouvoir détecter d'éventuelles anomalies systémiques de la spermatogénèse et non pas des anomalies ponctuelles (fièvre affectant le bon déroulement de la spermatogénèse).
Dans ces conditions le spermogramme permet de valider des pathologies comme l'aspermie, mais il n'est possible de conclure de façon définitive la stérilité ou l'infertilité d'un patient.
L'interprétation devra se faire en tenant compte de l'ensemble de ces examens, ceux-ci pourront éventuellement fournir des éléments de réponse sur l’étiologie (la cause) de l’infécondité et orienter le traitement. Des techniques de procréation médicalement assistée pourront être envisagées en cas d'échecs des différents moyens thérapeutiques in vivo a échoué. Le type de PMA pourra être choisie notamment en fonction des caractéristiques spermatiques et de l’aptitude fonctionnelle des spermatozoïdes.

#### Gonades
- Gamète, Gamétogénèse
- Ovaire, ovules
- Ovogenèse
- spermatogonies
- Cellules de Leydig
- Cellules de Sertoli
- spermatogenèse, Spermiogenèse
- Spermatozoïde
- Sperme
- Spermocytogramme
- Spermoculture
- Compétition spermatique

#### Système hormonal
- Système endocrinien
- Hormone
- Testostérone
- Gonadostimulines
- Hypophyse
- Glande surrénale
- Hormone lutéinisante ou LH (contrôle la sécrétion pulsatile de testostérone)
- Hormone folliculo-stimulante ou FSH
- Perturbateur endocrinien
- Fécondation assistée

#### Malformations, anomalies
- Diphallia et triphallia
- hypospadias
- micropénis
- distance ano-génitale (indice chez le garçon d'exposition prénatale à des hormones féminisantes)
- Délétion de la spermatogenèse
- tératospermie
- azoospermie
- asthénospermie
- oligoasthénotératospermie ou oligospermie
- Nécrospermie
- Cryptozoospermie

#### Cancers
- cancer du testicule
- cancer de la prostate
- Cancer du sein
- cancer de l'ovaire
- cancer de l'utérus

#### Médecine, Recherche
- Contraception masculine thermique
- santé reproductive, santé-environnement
- Fertilité
- Reproduction (biologie), Procréation
- Fécondation in vitro
- clonage
- CECOS, Donneur de sperme, Banque du sperme

#### Divers
- Liquide amniotique
- Placenta